# Marginella bicatenata
Marginella bicatenata is een slakkensoort uit de familie van de Marginellidae. De wetenschappelijke naam van de soort werd in 1914 voor het eerst geldig gepubliceerd door George  Brettingham Sowerby III.